# Pałac Tieriemny
Pałac Tieriemny (ros. Теремной дворец) – zabytek architektury z XVII wieku, znajdujący się na terenie Kremla moskiewskiego. Został zbudowany w latach 1635–1636 na polecenie cara Michała Fiodorowicza jako komnaty carskie. Budowę pierwszych kamiennych komnat carskich przeprowadzili mistrzowie Łarion Uszakow, Bażen Ogurcow i Trefił Szarutin pod przewodnictwem Antipa Konstantinowa. Obecnie pałac jest częścią zespołu Wielkiego Pałacu Kremlowskiego i rezydencją Prezydenta Rosji.

## Historia
Komnaty książąt moskiewskich były historycznie budowane na Wzgórzu Borowickim Kremla. Według autora „Przeglądu Moskiewskiego” Aleksieja Malinowskiego „od czasów Iwana Daniiłowicza Kality Pałac Wielkiego Księcia zajmował najpiękniejsze miejsce na Kremlu, dominując nad całą okolicą”. W pierwszej połowie XV wieku na skraju wzgórza znajdował się dwór wielkiej księżnej Zofii Witoldówny, żony Wasyla I. Następnie dwór książęcy powiększył się na wschód do Soboru Zwiastowania i zajął miejsce dzisiejszego Wielkiego Pałacu Kremlowskiego. Rezydencje książęce często zmieniały swój wygląd na skutek pożarów, przebudów i rozbudowy.
Za Iwana III podjęto generalną przebudowę Kremla moskiewskiego: wielki książę postanowił całkowicie zburzyć stare białe kamienne mury i zbudować na ich miejscu ceglane. Prace rozpoczęto latem 1485 roku i ukończono je dopiero za czasów Wasyla III. Na terenie Kremla wzniesiono wiele nowych kamiennych budynków, m.in.: Sobór Uspieński, salę uroczystych przyjęć – Granowitą Pałatę czy Sobór św. Michała Archanioła. Pierwsze kamienne budynki mieszkalne dworu książęcego pojawiły się w latach 1499–1508, ich projekt należy do włoskiego architekta Alewiza Friazina. Pałac Alewiza stał długo, lecz wielokrotnie dobudowywano do niego drewniane rezydencje, przedsionki i inne budowle.

### Budowa

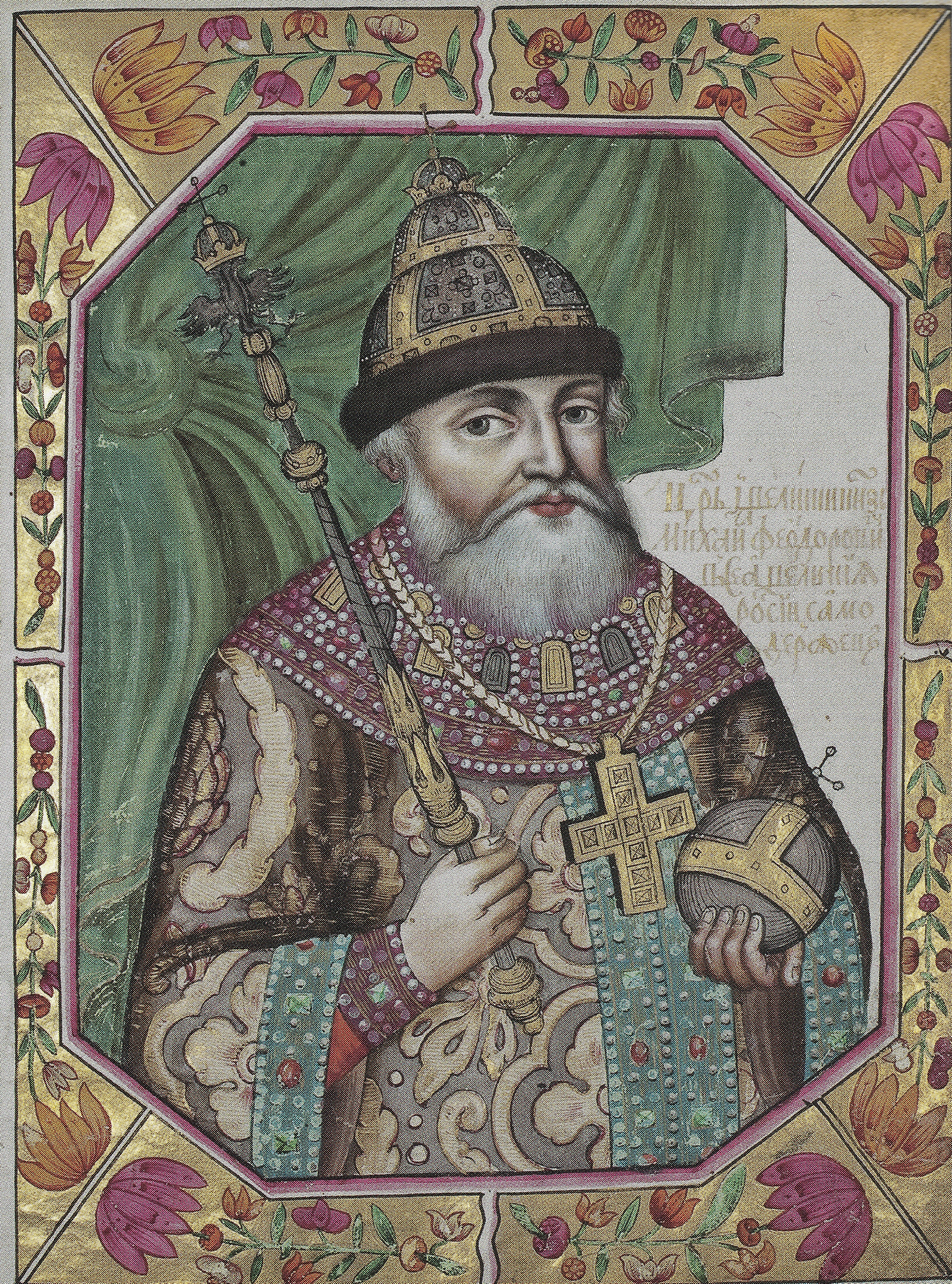
Car Michał Fiodorowicz (miniatura z księgi tytułowej cara z 1672)

Do czasu wstąpienia na tron Michała Fiodorowicza pałac carski na Kremlu znajdował się w złym stanie: w czasie wielkiej smuty wiele budynków spalono, splądrowano i zniszczono. W latach 1635–1636 na polecenie władcy wybudowano nowe kamienne komnaty carskie, zwane Pałacem Tieriemnym. Wznieśli je rosyjscy architekci Trefił Szarutin, Bażen Ogurcow i Łarion Uszakow „pod nadzorem suwerennego mistrza” Antipa Konstantinowa. Cechą szczególną nowej budowli był układ amfiladowy – pierwszy przykład takiej konstrukcji na Rusi.
Podstawą budowy nowych komnat carskich były komnaty Iwana III zbudowane przez Alewiza Friazina. Nad dwoma istniejącymi nadbudowano trzy nowe kondygnacje, wcięte od ich zewnętrznej krawędzi, tworząc otwartą galerię wokół pałacu. Żelazne opaski, które przejmowały nacisk sklepień, umożliwiły zmniejszenie grubości murów. Główne wejście do Pałac Tieriemnego znajdowało się od strony wschodniej. Na poziomie piwnicy wybudowano frontowy ganek Postelny (platforma Bojarska), gdzie schody Postielne prowadziły aż do cerkwi Zbawiciela na Borze. Z platformy Bojarskiej, wzdłuż otwartych Złotych Schodów (Dolny Złoty Ganek), biegnących pod kątem prostym do pałaty Postielnej, można było wejść na Kamienny Dziedziniec Frontowy lub platformę Wierchospasską (nazwa pochodzi od cerkwi Zbawiciela „na sieniach” – cerkwi domowej – zbudowanej równolegle z pałacem nad Złotą Komnatą Carycy; cerkiew ta graniczyła z platformą od wschodu). Od lat 70. XVII wieku Złote Schody zamykane były na platformie Wierchospasskiej złoconą miedzianą kratą (ze względu na tę kratę nazywano czasem cerkiew Zbawiciela cerkwią „za złotą kratą”). Z platformy Wierchospasskiej przez Górny Złoty Portyk, ozdobiony czterospadowymi szafkami, można było przejść na trzecie piętro pałacu, do komnat carskich. Ostatnie piętro, „Pałac Tieriemny Górny”, wzniesiono w 1637 roku. Dobudowane zostało z wcięciem w ścianach zewnętrznych czwartego piętra, dlatego też otacza je otwarty taras (Górny Dziedziniec Kamienny). Tym samym cała bryła Pałacu Tieriemnego otrzymała unikalną schodkową, piętrową kompozycję z otwartymi klatkami schodowymi i gankami.
Budowa Pałacu Tieriemnego stała się dla Michała Fiodorowicza ważną częścią dużej przebudowy na Kremlu. W 1637 roku ukończono dekorację nowego kamiennego dworu: mistrz Iwan Osipow pomalował dach srebrem i złotem, a w oknach wstawił kolorowe mikowe okiennice. Malowanie pomieszczeń pałacowych wykonano pod kierunkiem malarza ikon Simona Uszakowa.
Ostateczny wygląd Pałacu Tieriemnego ukształtował się za panowania Aleksego Michajłowicza. Przy budynku wzdłuż Wzgórza Borowickiego wybudowano ogrody i szklarnie, co stało się dodatkową ozdobą Kremla.
Pałac Tieriemny był jednym z budynków dworu carskiego, który w XVII wieku stanowił złożony zespół niejednorodnych budynków. Granowita Pałata wychodziła na frontową stronę, w kierunku placu Soborowego; na południu znajdowała się Środkowa Złota Sala i Jadalnia. Na skraju wzgórza znajdowały się Komnaty Nadbrzeżbne, a od strony północnej – rezydencje sypialne członków rodziny carskiej. W pożarze w 1696 roku spłonęła cała drewniana zabudowa kompleksu, co doprowadziło do stopniowego upadku carskiego dworu kremlowskiego.

### XVIII–XIX wiek

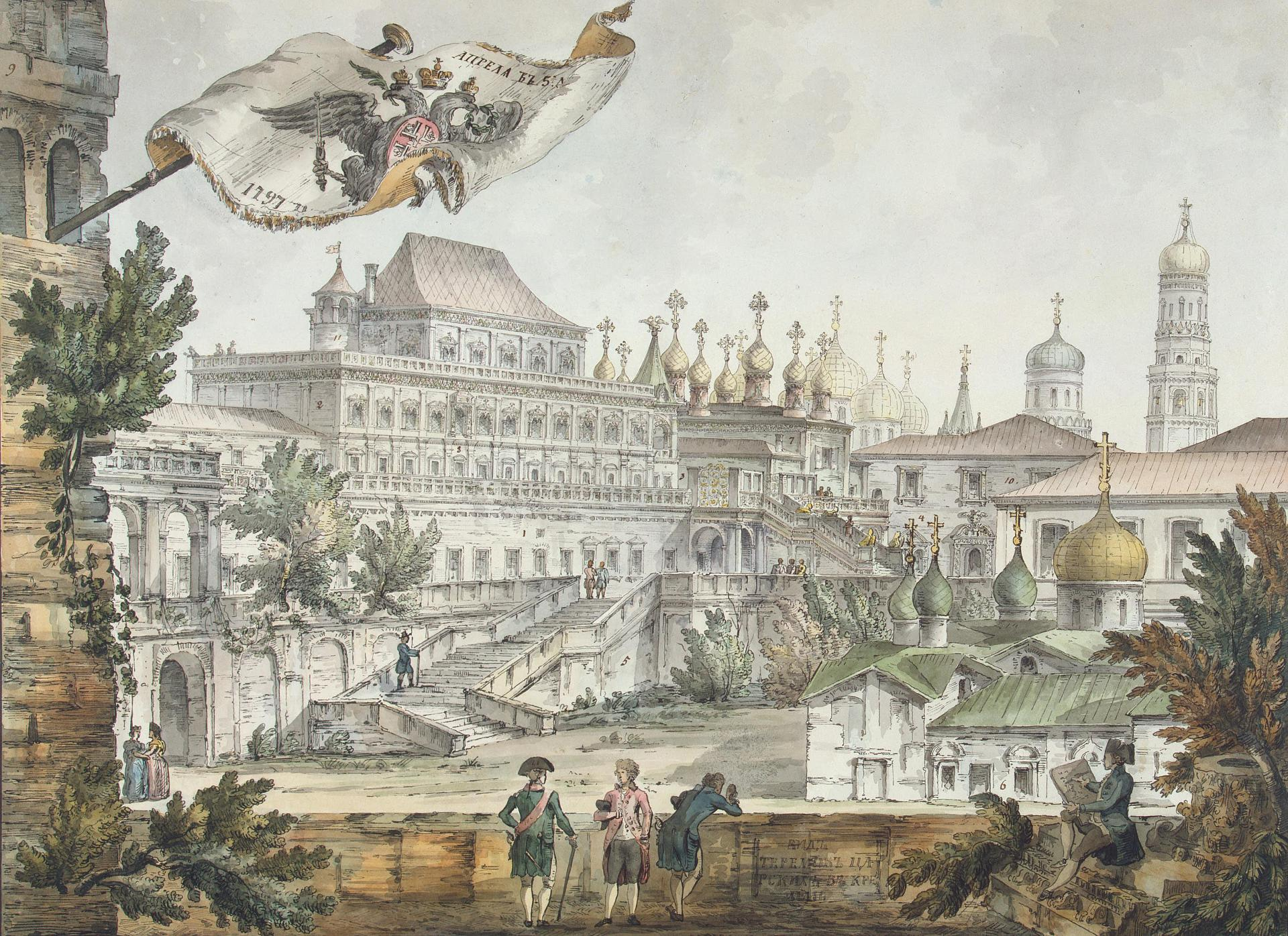
Widok na Pałac Tieriemny, obraz z 1797

W pożarze 19 lipca 1701 roku, kiedy to według naocznego świadka „doszczętnie spłonął dziedziniec carski; drewniane rezydencje i wszystkie wnętrza z kamienia”, zniszczeniu uległ także Pałac Tieriemny[14]. Według inwentarza z 1722 roku w jego komnatach nie było pieców, drzwi, podłóg ani okien, a wystrój i malowidła z białego kamienia miejscami uległy zniszczeniu. Pałac był odnawiany w 1723 roku przed koronacją Katarzyny I oraz w 1743 roku, przed koronacją jej córki Elżbiety (w pożarze w 1737 roku pękło jedynie szkło w jednej z izb i spłonął dach nad gankiem pokryty białym żelazem).
Od 1743 do 1810 roku w Pałacu Tieriemnym przechowywano skarby Zbrojowni Carskiej i Wielkiego Skarbca.
W czasie wojny z Napoleonem 1812 roku stacjonował w nim orszak napoleoński, a następnie, do 1838 roku, mieszkali tam urzędnicy dworscy.

### Rekonstrukcja

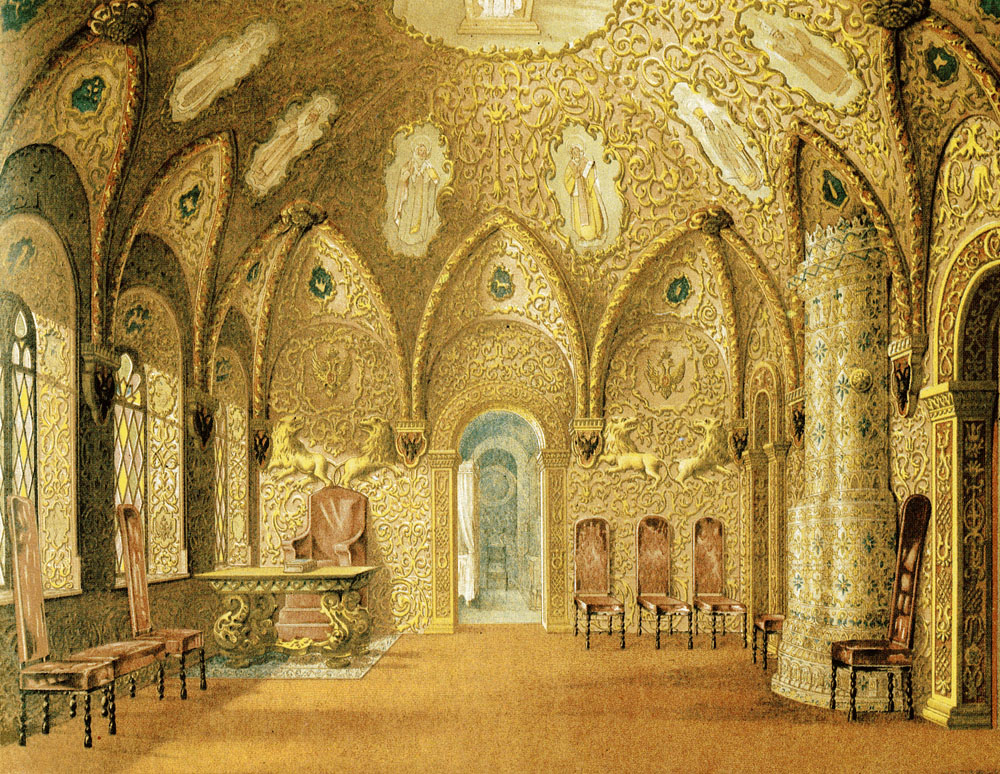
Sala tronowa Pałacu Tieriemnego, obraz z XIX wieku

W latach 1836–1837 dokonano przebudowy Pałacu Tieriemnego, przywracając mu pierwotny wygląd. Prace prowadzono pod przewodnictwem akademika Fiodora Sołncewa i grupy architektów, w skład której wchodzili Konstantin Thon, Piotr Gierasimow, Iwan Mironowski, Fiodor Richter i inni.
Dokumenty archiwalne i rysunki pozwalają opisać tę renowację jako odtworzenie oryginalnego stylu. Architekci poszukiwali korzystnej wielkości okien i konstrukcji listew, projektując galerie pałacowe na różne sposoby. Zabytkową budowlę potraktowano dość swobodnie, niszcząc oryginalne części i dodając nowe. Proste obramienia okien drugiego piętra z naprzemiennymi trójkątnymi i łukowymi frontonami zastąpiono listwami z białego kamienia, wzorowanymi na oknach trzeciej kondygnacji. Za namową Prezesa Kancelarii Pałacowej Lwa Bodego do Pałacu Tieriemnego dobudowano wieżę schodową od strony Dziedzińca Kuchennego. Wnętrza pałacu pomalowane zostały według rysunków Fiodora Sołncewa autorstwa Trofima Kisieliowa. We wszystkich komnatach na piętach sklepień zainstalowano rzeźbione orły, których podstawą były rzeźbione kamienie w odpowiednich miejscach Molennej, zróżnicowane tematycznie i różniące się charakterem projektu z Sołncewa. Wnętrza pałacu uzupełniały piece kaflowe, rzeźbione drewniane meble w stylu XVII-wiecznym oraz dębowe stolarki okienne z kolorowym szkłem.

Renowację Pałac Tieriemnego zacząłem od ościeżnic, które zostały [ponownie] uformowane i pomalowane białą farbą. To, czego nie udało się odtworzyć, zostało uzupełnione według ogólnego charakteru zachowanych dekoracji. To samo zrobiłem z wyposażeniem Pałacu Tieriemnego. Na strychach i w piwnicach wiejskich pałaców (Izmajłowski, Kołomieński itp.) znalazłem kilka historycznych przedmiotów, na przykład krzesło, fotel; nie było już trudno wykonać tyle kopii, ile potrzeba było dla wszystkich dziewięciu pokoi; – odnaleziono gzyms łóżka, do którego wykonano kolumny odpowiadające wzorowi; odnaleziono poszewki na poduszki, dywan haftowany przez księżną Zofię Aleksiejewnę i stół dla cara Aleksego Michajłowicza; we wsi Kołomienskoje znaleziono piec kaflowy; ponieważ niektóre płytki okazały się zniszczone, musieliśmy wykonać nowe; znaleziono wiele innych zabytkowych rzeczy. Po zebraniu tego wszystkiego, uzupełnieniu brakujących rzeczy nowymi, wykonanymi według rysunków, które starannie zestawiłem z różnych historycznych ozdób i przedmiotów, Pałac Tieriemny został odbudowany.

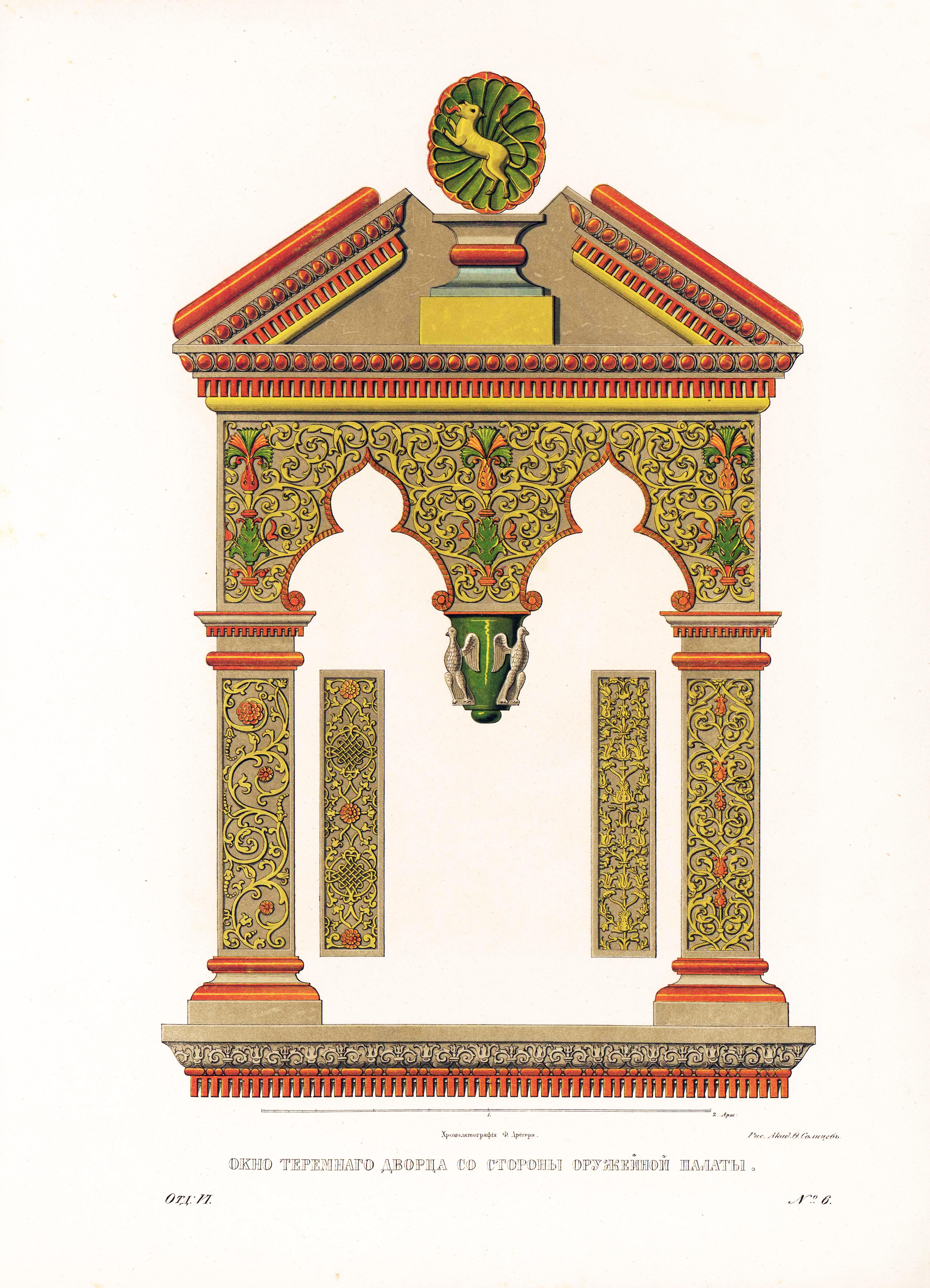
Fiodor Sołncew, okno Pałacu Tieriemnego od strony Zbrojowni (lata 1846–1853)

W 1838 roku rozebrano stary Pałac Kremlowski, z wyjątkiem Granitowej Pałaty i Pałac Tieriemnego. Już w 1849 roku na jego miejscu wybudowano nową rezydencję cesarską, zaprojektowaną przez architekta Tona.
Równolegle wznowiono odbudowę Pałacu Tieriemnego, podczas której jego wygląd ulegał dalszym zmianom. Za sugestią Tona południową emporę komnat majsterskich zastąpiono krytym korytarzem, a wschodnią emporę cerkwi Tieriemskich przebudowano . Nad platformą Wierchospasską zamontowano strop, przebudowano klatkę schodową Złotego Werandy, a obok niej ustawiono dwa lwy trzymające tarcze z monogramami Mikołaja I. Rzeźby wykonano z kamienia miaczkowskiego ofiarowanego w 1845 roku przez Santino Campioniego.

### Okres sowiecki
W 1929 roku w Sali Bufetowej odkryto i odrestaurowano historyczne malowidło ozdobne. W latach 1966–1969 przeprowadzono renowację fasad Pałacu Tieriemnego.

### Współczesność
Pałac Tieriemny jest częścią zespołu Wielkiego Pałacu Kremlowskiego, który stanowi oficjalną rezydencję Prezydenta Rosji. Pałac jest zamknięty dla zwiedzających, wejście na jego teren wymaga zgody komendanta Kremla.

## Architektura
Pięciopiętrowy pałac Michała Fiodorowicza był budowlą dużą i monumentalną. Jego wygląd łączy w sobie elementy stylu staroruskiego i architektury włoskiej. Oprócz tradycyjnych rosyjskich technik zdobniczych – szyrynki, ornamentowych wzorków, kafli i rzeźbionego złoconego grzebienia na kalenicy – w architekturze pałacu zastosowano klasyczne formy porządkowe. Wielopoziomowa schodkowa kompozycja z otwartymi galeriami i schodami zachowuje cechy choromskiej historycznej architektury rosyjskiej. Był to jednak nowy typ budowli kamiennej z amfiladą przestrzeni wewnętrznych, równoważoną regularnie rozmieszczonymi bryłami, charakterystycznymi dla pałaców z czasów późniejszych. We wschodniej i zachodniej części piwnicy, otoczonej łukowymi emporami, znajdowały się cerkwie domowe; tym samym Pałac Tieriemny był pierwotnie centrum trzyczęściowej kompozycji osiowej. Zmianom można przypisać także wygląd głównej fasady od strony dziedzińca frontowego.
Pałac wzniesiony jest z cegły, jego poszczególne elementy – pilastry, ościeżnice okienne, portale drzwiowe, parapety chodników – wykonano z białego kamienia. Architektura budynku prezentuje się tak okazale dzięki rzeźbionym ościeżnicom okiennym z trójkątnymi frontonami i wiszącymi ciężarkami, szerokim gzymsom z kolorowych płytek na trzecim piętrze i Tieriemce (charakterystyczny dach czterospadowy). Kafelki uzupełniały wystrój elewacji prawdopodobnie już pod koniec XVII wieku. Do celów dekoracyjnych służą pilastry znajdujące się w przestrzeniach między oknami; nie odpowiadają one podziałom wewnętrznym budynku. Dekoracje zewnętrzne zdobią także płaskorzeźby w formie przeplatających się motywów ziół, kwiatów, owoców oraz wizerunków heraldycznych orłów, innych ptaków i masek. Szczególnie bogato zdobione jest okno „sali suwerennej”, ozdobione frontonem i kolumnami z postaciami lwów. Pałac ze złoconym dachem wyróżniał się na tle innych budowli XVII wieku i stanowił integralną część kremlowskiego zespołu pałacowego.

### Niższe piętra

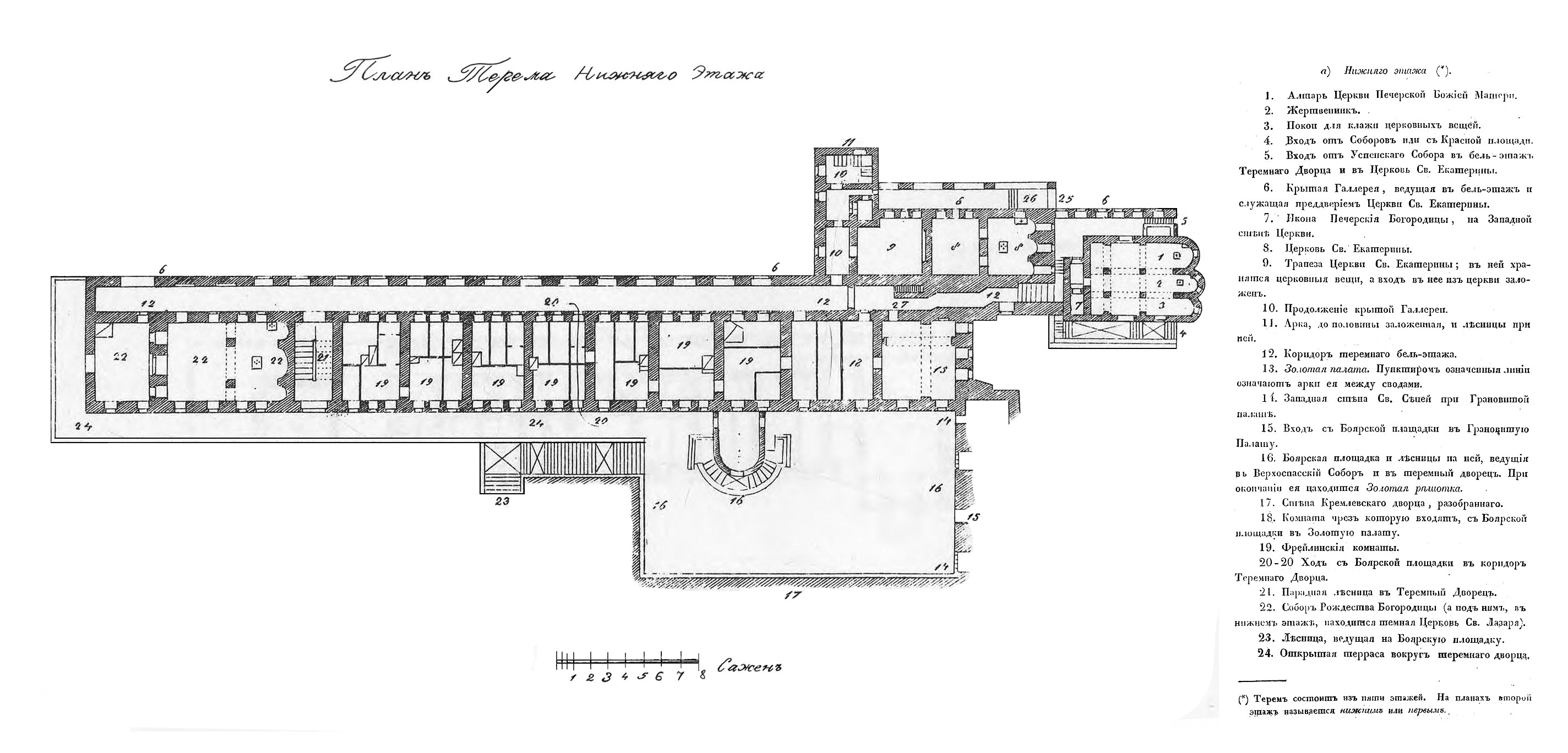
Pałac Tieriemny. Plan parteru

W sumie pałac ma cztery piętra, z których każde miało swoje własne przeznaczenie.
Dwie dolne kondygnacje to odbudowane sypialnie Iwana III. W ich podziemiach znajdował się Pałac Syty liczący 30 piwnic, w którym przechowywano żywność, sól, świece i inne zapasy niezbędne do zapewnienia funkcjonowania dworu carskiego.
Na drugim piętrze pierwotnie znajdowały się pomieszczenia mieszkalne i wizytowe rodziny wielkoksiążęcej. Jedynie Złota Komnata Carycy i znajdujący się przed nią przedsionek zachowały swój uroczysty status, a w pozostałych komnatach w XVII wieku mieściły się komnaty majsterskie, w których pracowali rusznikarze, złotnicy, mistrzowie rzeźby i płaskorzeźby, tkacze i inni. W XIX wieku znajdowały się tu pomieszczenia dla orszaku carskiego. Obecnie pomieszczenia te wykorzystywane są do celów gospodarczych.

### Drugie piętro

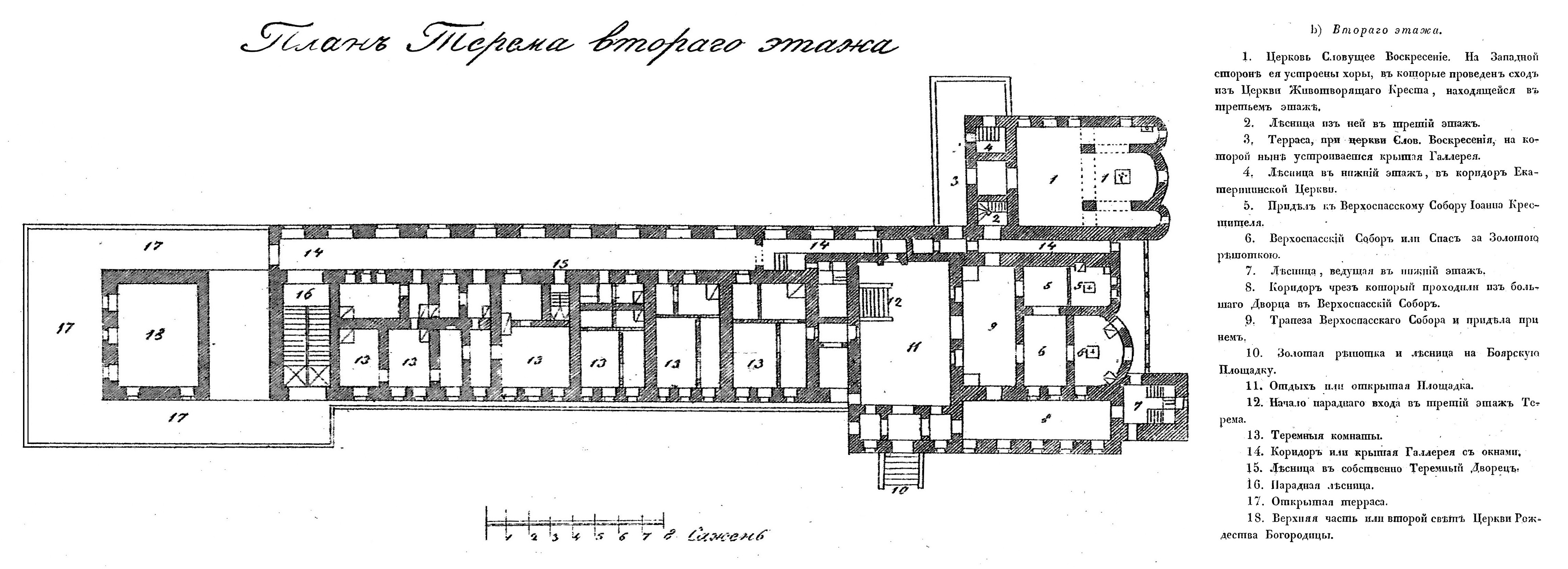
Pałac Tieriemny. Plan drugiego piętra

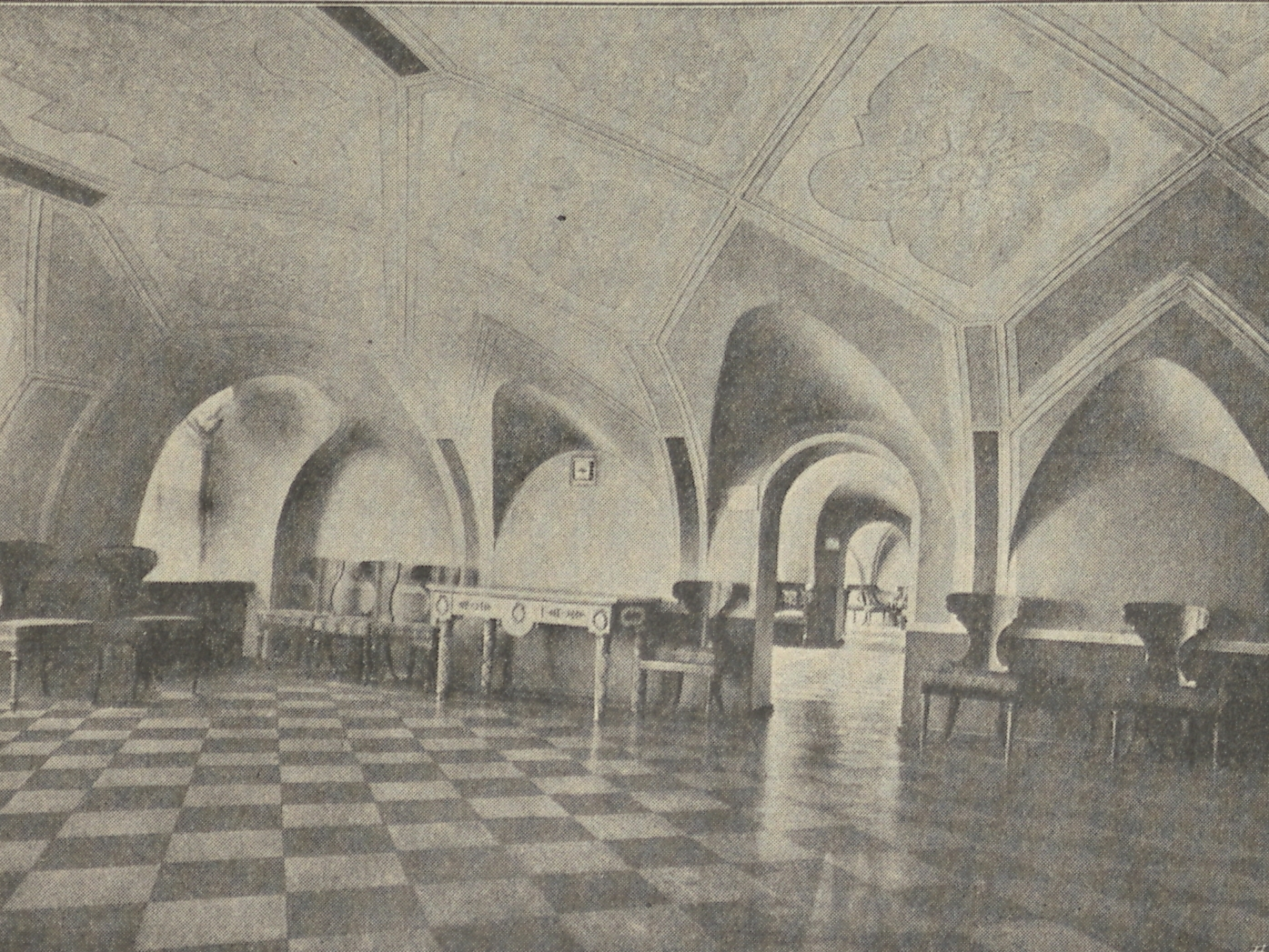
Pałac Tieriemny. Wnętrze jednej z komór trzeciego piętra (1909)

#### Piwnica
Na drugim piętrze znajduje się piwnica Tieriemna w dobrym tego słowa znaczeniu. Jej pomieszczenia nakrywają niskie sklepienia z głębokim szalunkiem nad oknami. W podłodze pierwszego z nich znajduje się właz skrywający drabinę prowadzącą do skrytki znajdującej się nad sklepieniem drugiego piętra.
Na trzeciej kondygnacji znajdowały się izby służbowe i handlowe, pomieszczenia dla świty carskiej oraz prawdopodobnie tymczasowe komnaty dla carycy i dzieci. Za cara Michała Fiodorowicza znajdował się tu pokój zabaw dla jego syna Aleksego. Później w komnacie pod sypialnią carską dobudowano łazienkę, do której prowadziły kręcone schody. W celu uszczelnienia ścian i podłogi łazienki uszczelniono płytami ołowianymi.
W XVIII wieku w komnatach trzeciego piętra tymczasowo mieściło się archiwum dokumentów państwowych, na początku XX wieku znajdowały się tam komnaty carskiej świty, od 2013 roku komnaty służą jako pomieszczenia służbowe.

#### Korytarz Żeliwny
Pomieszczenia na trzeciej kondygnacji wychodzą na tzw. Korytarz Żeliwny (jego podłoga jest wyłożona płytami z tego stopu), łączący Schody Bojarskie z platformą Wierchospasską. Korytarz oświetlony jest przez szerokie, półokrągłe okna. Zawiera główne wejście do kościoła Zmartwychwstania Słowa.

#### Platforma Wierchospasskaja
Na poziomie trzeciego piętra znajdowały się dwa otwarte kamienne dziedzińce lub platformy, z których jedna łączyła się z cerkwią Narodzenia Bogarodzicy i dworem carycy, a druga, Wierchospasska, łączyła pałac carski z gankiem Postielnym i cerkwiami domowymi. Inna nazwa obiektu Wierchospasskaja to Kamienny Ogród Przedni. W 1670 roku wejście do niego ogrodzono Złotą Kratą, odlaną według legendy z miedzianego pieniądza wycofanego z obiegu w 1662 roku w celu powstrzymania buntu miedzianego. W rzeczywistości jest ona wykonana z żelaza, złocony i ozdobiony wzorami kwiatowymi, wizerunkami ryb, ptaków i fantastycznych potworów.

### Trzecie piętro

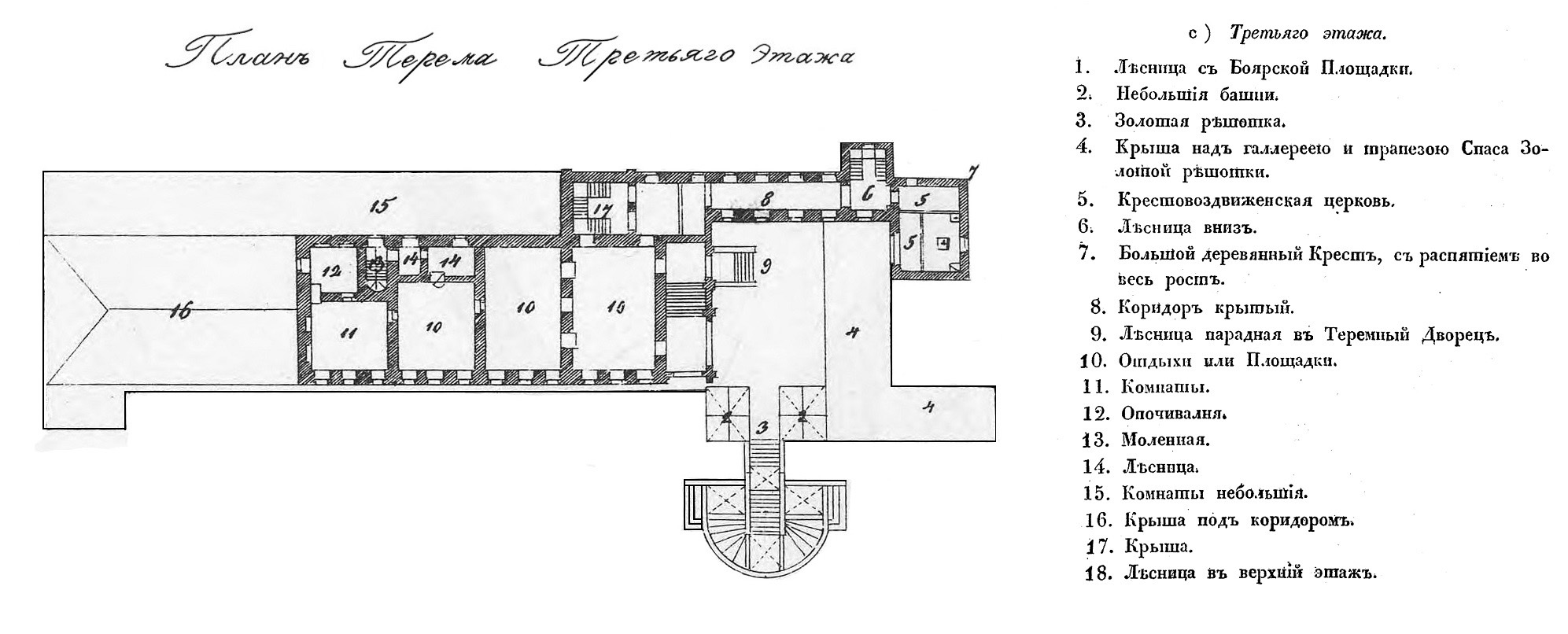
Pałac Tieriemny. Plan trzeciego piętra

Na czwartym piętrze znajdują się komnaty carskie, do których od platformy Wierchospasskiej prowadzi kamienny frontowy Złoty Portyk. Z łuku nad schodami zwisa ciężarek w kształcie głowy lwa z jabłkiem w pysku, symbolizujący dochowanie tajemnic pałacu carskiego. Formy Złotego Portyku z podwójnymi i pełzającymi łukami upowszechniły się w architekturze rosyjskiej po wybudowaniu pałacu.

#### Przednie komnaty
Pierwsze pomieszczenie komnat carskich (początkowo nazywane Wejściowym, od końca XVII woku Frontowym, a w XIX wieku Jadalnym lub Refektarzem) posiada niskie sklepienia zamknięte ze stropami, sparowane ostrołukowe okna z rzeźbionymi drewnianymi parapetami i piecami kaflowymi. Istniejące obecnie piece Pałacu Tieriemnego, ozdobione polichromowanymi kaflami o różnych kształtach, odtworzono w latach 1835–1837 według historycznych wzorów Fiodora Sołncewa. Na sklepieniu przedstawiony jest Zbawiciel, wokół niego ewangeliści i archaniołowie Michał oraz Gabriel, na ścianach cesarze i książęta w tradycji prawosławnej równi Apostołom: Konstantyn i Helena, książę Włodzimierz i księżniczka Olga. W XVII wieku bojarzy gromadzili się w przednim przedsionkach rano, czekając na wyjście cara, po czym udawali się do sąsiedniej Przedniej pałaty.

#### Pałata Przednia
Drugie pomieszczenie nazywano Pałatą Przednią (od końca XVII wieku – Krzyżową, w XIX wieku – Mieszkalną, Katedralną lub Dumską). Tutaj car Aleksiej Michajłowicz czasami słuchał nabożeństw, a w Wielki Tydzień otrzymywał życzenia wielkanocne i pozdrawiał się zawołaniem „Chrystus zmartwychwstał!” z bojarami. Serwowano tu także carskie świąteczne posiłki. Po Liturgii w sieni wejściowej odbywało się „posiedzenie cara z bojarami”, a w rzadkich przypadkach (na znak największego szacunku) przyjmowano zagranicznych ambasadorów. Rano car pobierał tu błogosławieństwo od kapłana. W XVII wieku od frontu wisiała kurtyna z czerwonego sukna oraz pozłacana drewniana głowa bawoła z rogami, do której przymocowano miedziany żyrandol. Po restauracji przeprowadzonej w XIX wieku w izbie przechowywano dokumenty dotyczące ustanowienia patriarchatu w Rosji (1589) i wyboru Michała Fiodorowicza na cara (1613). Sklepienie przedstawia Matkę Boską z Dzieciątkiem stojącą na półksiężycu. Na ścianach znajdują się ikony świętych Borysa i Gleba, Mikołaja Cudotwórcy, Aleksandra Newskiego i rzymskiej cesarzowej Aleksandry.

#### Pałata Tronowa

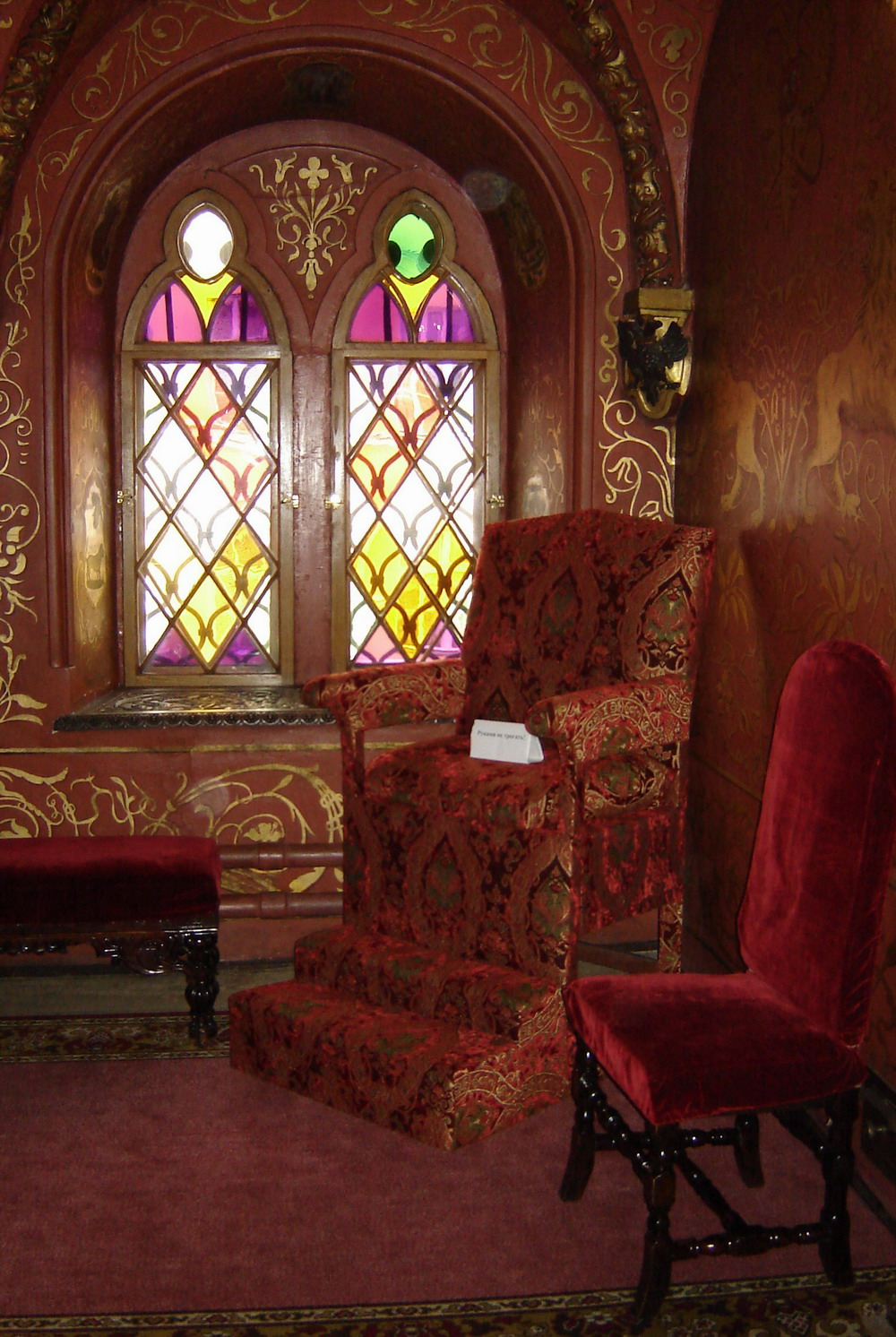
Wnętrze Pałaty Tronowej (2007)

Kolejna komnata, którą za cara Michała Fiodorowicza nazywano Złotą, a za Aleksieja Michajłowicza po prostu Komnatą, od XIX wieku nazywana jest Pałatą Tronową. Jej ściany pomalowane są złotem na czerwonym tle. Sklepienie przedstawia Zbawiciela na tronie, w otoczeniu świętych wczesnochrześcijańskich i moskiewskich. W zboczach okien i formach sklepień znajdują się herby regionów państwa rosyjskiego. W czerwonym narożniku stoi tron carski obity aksamitem.
W XVII wieku pałata była jeszcze bardziej niedostępnym pomieszczeniem w pałacu niż Pałata Przednia. Rano przychodzili tu jedynie bliscy carowi bojarowie, czekając na odpowiedni moment, by oddać mu pokłon. Tutaj car czasami słuchał nabożeństw, spotykał się z ubogimi i jeńcami, a także pielgrzymami, którzy żyli na pełnym utrzymaniu w pobliżu chóru. W izbie rozstrzygano także kwestie państwowe. W 1660 roku zebrał się tam sobór Rosyjskiej Cerkwi Prawosławnej, który zdecydował o odsunięciu Nikona od godności biskupiej.
Wiadomo o historycznym wystroju sali, że w 1666 roku jej drzwi pokryto złoconą skórą basmową z wytłoczonymi wizerunkami roślin i zwierząt.
Jej środkowe okno nazywa się Czełobitnym: stąd opuszczono na linie skrzynkę na prośby o tej samej nazwie, które według legendy przez długi czas pozostawały bez rozpatrzenia, skąd wzięło się powiedzenie: „odłożyć sprawę do dużej skrzynki” („положить дело в долгий ящик”). W rzeczywistości wyrażenie to jest kalką z języka niemieckiego. Zewnętrzną stronę tego okna zdobią kamienne płaskorzeźby przedstawiające lwy i kołyszącą się na wietrze trawę.

#### Sypialnia
W kolejnej pałacie, zwanej w XVII wieku Trzecią, odtworzono wnętrze sypialni carskiej. Znajduje się tu rzeźbione drewniane łóżko z zasłoną z chińskiej tkaniny i historycznym baldachimem, na którym wyhaftowane są po grecku słowa z Psalmu 44. Na ścianach sali wisiały medaliony z obrazami religijnymi.

#### Pałata Modlitewna
Obok sypialni znajduje się Pałata Modlitewna, w której znajdują się stare krzyże, ikony i panagie. W XVII wieku w poprzedniej izbie mieściła się kaplica, a w tym pomieszczeniu, zwanym po prostu Czwartym, znajdowała się sypialnia carska, połączona kręconymi schodami z łazienką, do której woda była dostarczana za pomocą pompy z kremlowskiej Baszty Wodociągowej. Komnaty carycy zostały oddzielone od tej części pałacu i nie zachowały się do dziś.

#### Komnaty boczne
W północnej ścianie Pałaty Tronowej znajduje się dwoje drzwi: jedne prowadzą na korytarz, skąd jest dostęp do górnej części Pałacu Tieriemnego, a drugie prowadzą do bufetu, gdzie znajdują się dwie szafy, dla których zastawę wybrał car Mikołaj I. Ściany komnaty Bufetowej pokrywają ozdobne malowidła z XVII wieku. W ramach okiennych zachowała się mika.

#### Galeria portretów
Czwarte piętro Pałacu Tieriemnego połączone jest z cerkwią Ukrzyżowania przejściem, którego sklepienie zdobią portrety monarchów z dynastii Romanowów. Jego podłoga wykonana jest z kamiennych płyt ozdobionych historycznymi płaskorzeźbami. Okna galerii wychodzą na północny dziedziniec pałacu, a przeciwległe przęsła na platformę Wierchospasską.

### Czwarte piętro

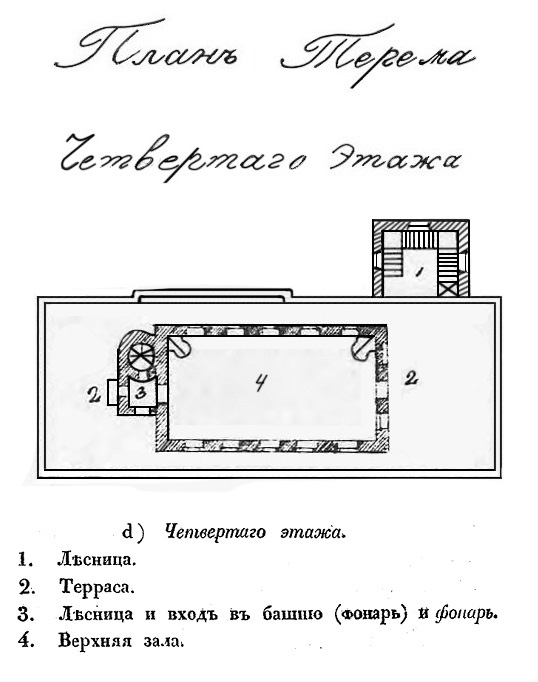
Pałac Tieriemny. Plan czwartego piętra

Czwarte piętro Pałacu Tieriemnego to osobna komnata, zbudowana, jak wynika z ligaturowego napisu nad portalem wschodnim, dla synów cara Michała Fiodorowicza, książąt Aleksego i Iwana. W XVII wieku izba ta, w której wielokrotnie spotykała się Duma Bojarska, nazywana była attyką lub kamiennym tieriemem, a w XVIII wieku – złotym tieriemem, od którego cała budowla stała się później znana jako Pałac Tieriemny.
W sandrikach jego listew wyrzeźbiono z kamienia postacie ptaków, zwierząt i potworów, a portale z białego kamienia ozdobiono rzeźbionymi wizerunkami egzotycznych ziół i zwierząt, wiewiórek, papug, lwów, łuczników i stworzeń mitologicznych: gryfów, jednorożców czy Syleni z kiśćmi winogron.
Do Pałacu Tieriemnego od zachodu przylega Wieża Widokowa, do której w latach 1797–1837 dobudowano przedsionek, zakrywający górną część jej zachodniego (i prawdopodobnie głównego) portalu, kompozycyjnie identyczny z wejściem wschodnim.
Wieżę otacza otwarta przestrzeń, którą w XVII wieku nazwano Górnym Dziedzińcem Kamiennym. Po jego północno-wschodniej stronie wznosi się dach hełmowy pokryty wielobarwną dachówką, wieńczący klatkę schodową prowadzącą tu z komnat trzeciego piętra, zbudowaną w XIX wieku z historycznych rzeźbionych platform i stopni.

### Cerkwie pałacowe

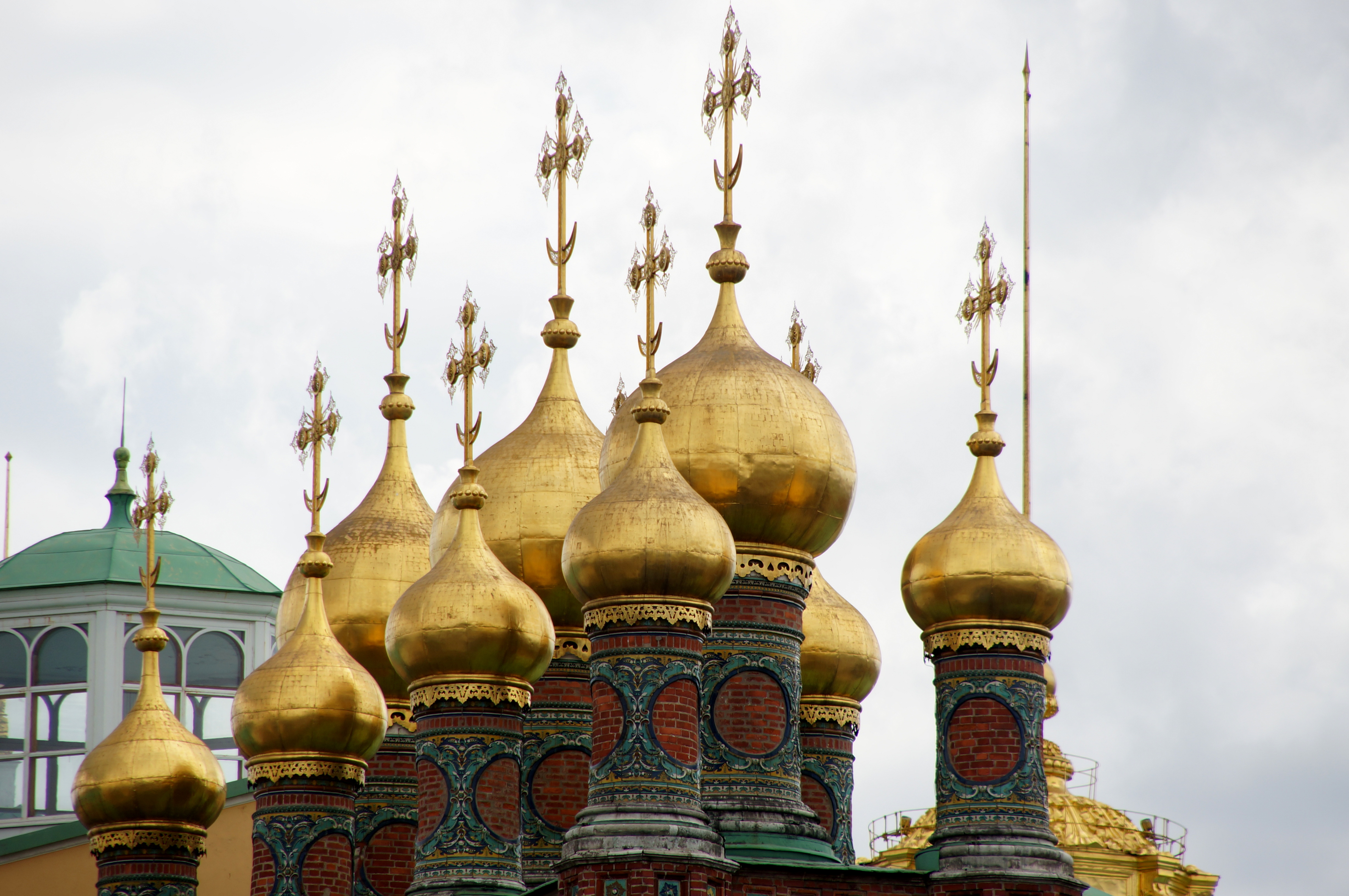
Kopuły Soboru Wierchopasskiego, 2012

W skład zespołu Pałacu Tieriemnego wchodzi także Złota Komnata Carycy i cerkwie domowe.
Jedną z najstarszych budowli na Kremlu moskiewskim jest cerkiew domowa Narodzenia Bogarodzicy (inne wezwanie to Wskrzeszenie Łazarza), zbudowana w XIV wieku. Mury cerkwi nie zachowały się, a w XVI wieku wzniesiono nad jej fundamentach nową cerkiew pod wezwaniem Narodzenia Bogarodzicy, przebudowaną następnie w latach 80. XVII wieku.
W latach 1635–1636 w męskiej połowie pałacu wybudowano cerkiew domową ku czci Zbawiciela Nie Ludzką Ręką Uczynionego. Później stała się znana jako Sobór Wierchopasski. W latach 60.–70. XVII wieku Sobór Wierchopasski ozdobiono malowidłami ściennymi, ikonostas wykonano w formach barokowych w XVIII wieku.
W 1682 roku trzy cerkwie pałacowe – Zmartwychwstania Słowa, Zbawiciela Nie Ludzką Ręką Uczynionego i Kaplicę Ukrzyżowania – zjednoczono pod wspólnym dachem, zwieńczonym jedenastoma złoconymi kopułami, których bębny były bogato zdobione kaflami i obrazami świętych na okrągłych blachach miedzianych (blachy nie zachowały się). Prace budowlane nadzorował architekt Osip Starcew.

## Galeria

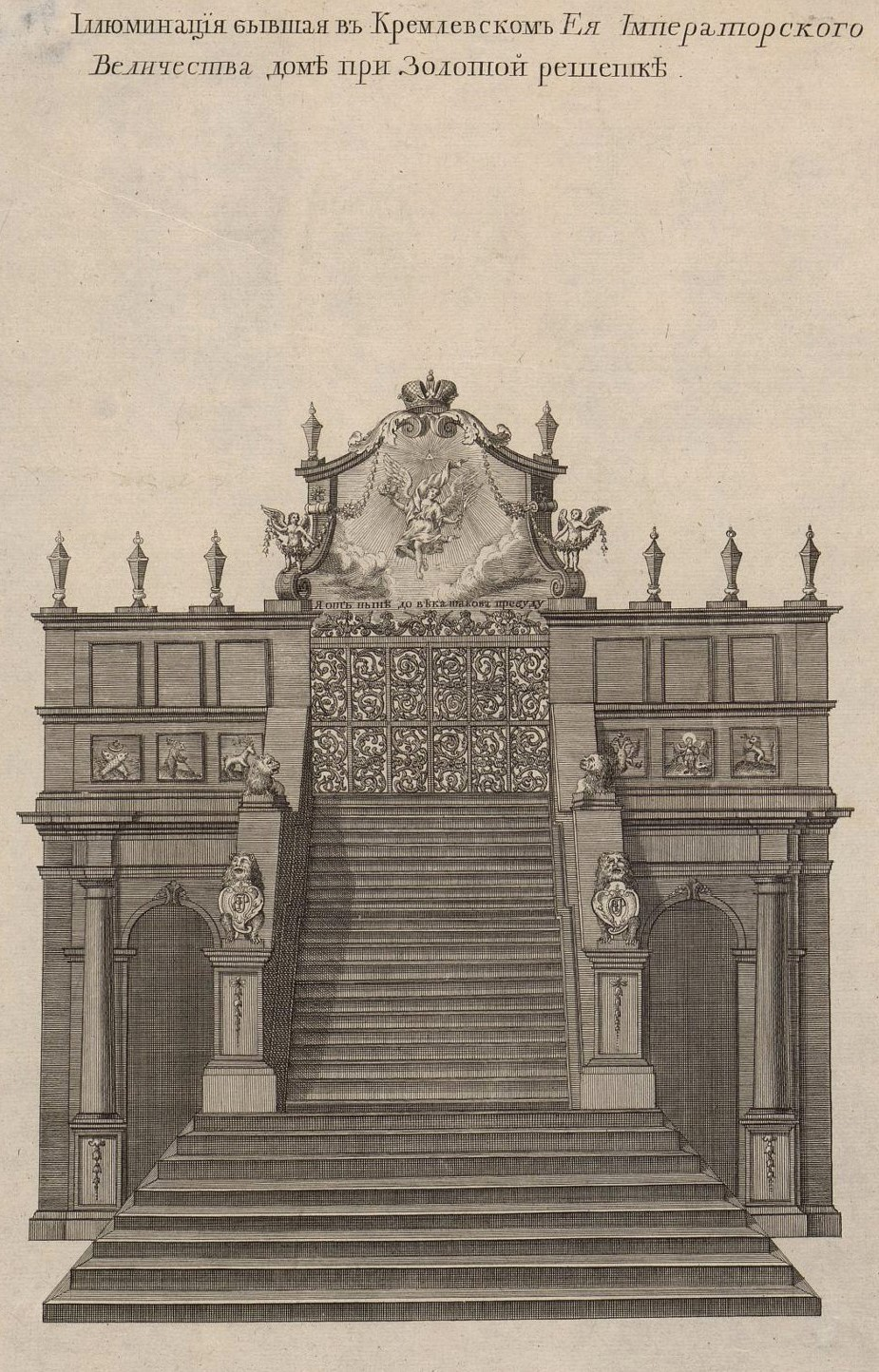
Grigorij Kaczałow, Iluminacja w Złotej Kracie (1742)
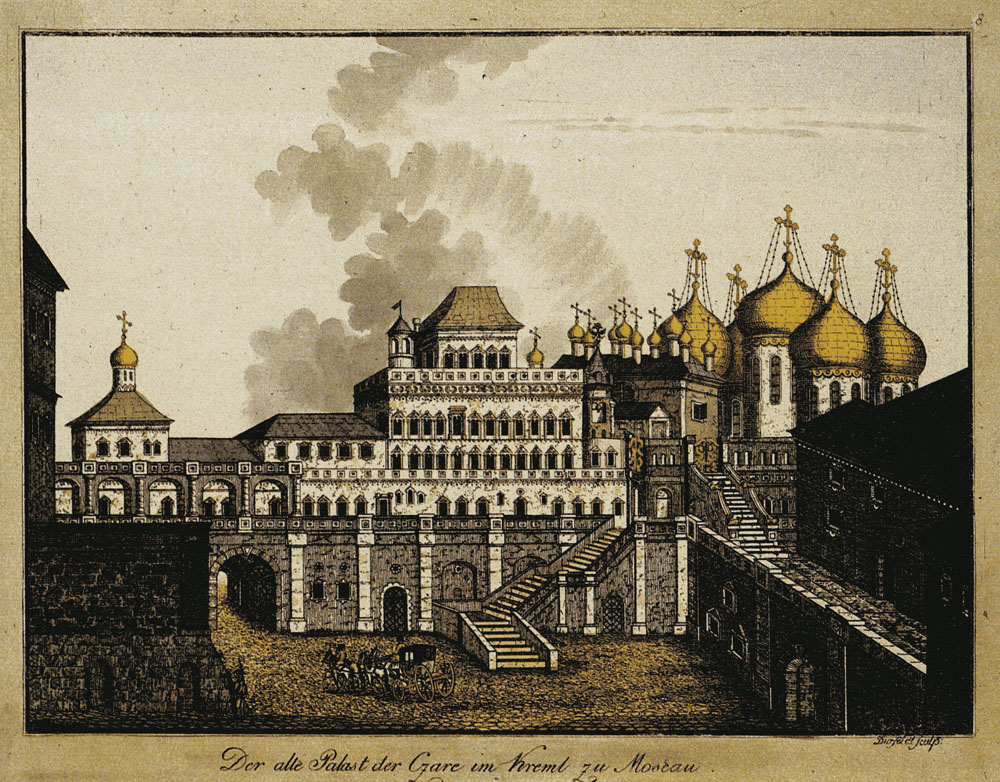
Fryderyk Dürfeldt, Stary pałac carski na Kremlu, (1780)
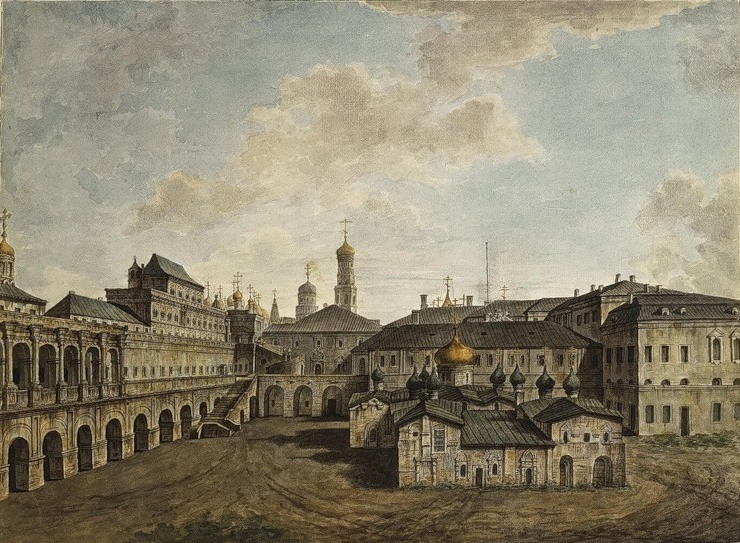
Fiodor Aleksiejew, Pałac Tieriemny na Borze (XIX w.)
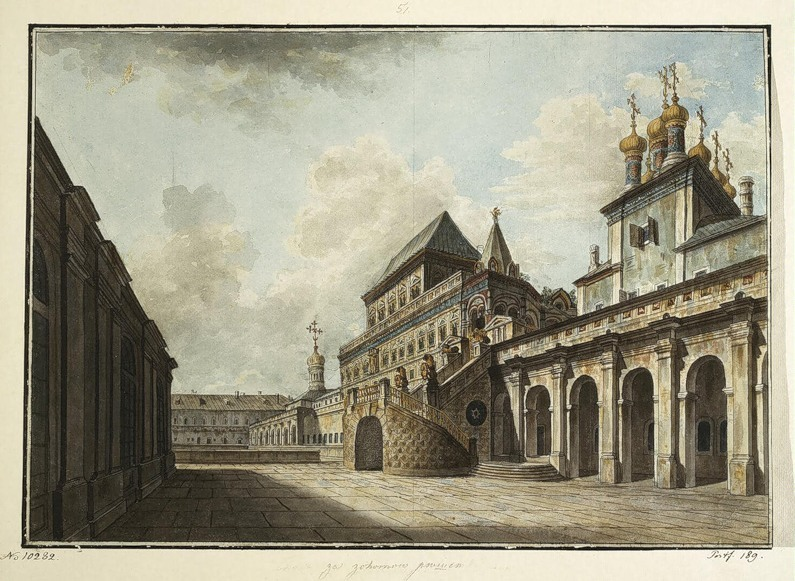
Fiodor Aleksiejew, Platforma Bojarska (1800)
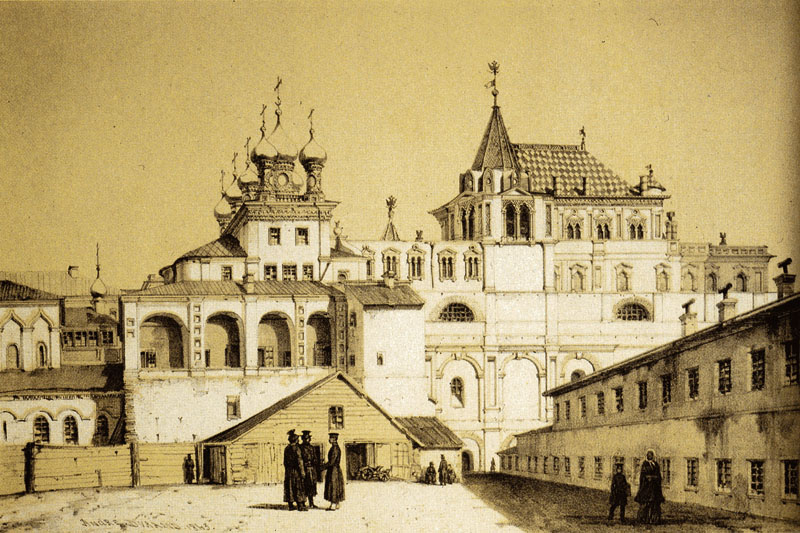
André Durand, Pałac Tieriemny, stary pałac carski na Kremlu (1839)
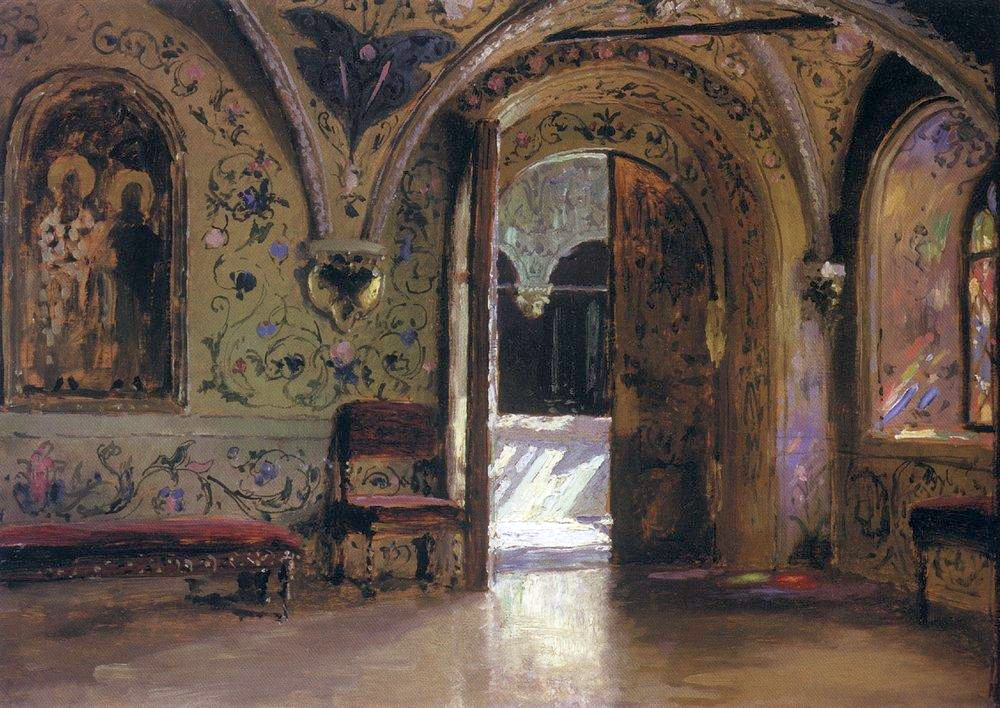
Wasilij Polenow, Pałac Tieriemny. Wyjście z komnat na Złoty Portyk (1877)
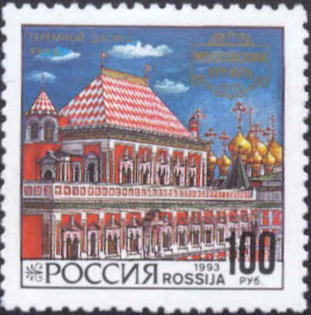
Rosyjski znaczek pocztowy z serii „Architektura Kremla Moskiewskiego” z wizerunkiem Pałacu Tieriemnego (1993)
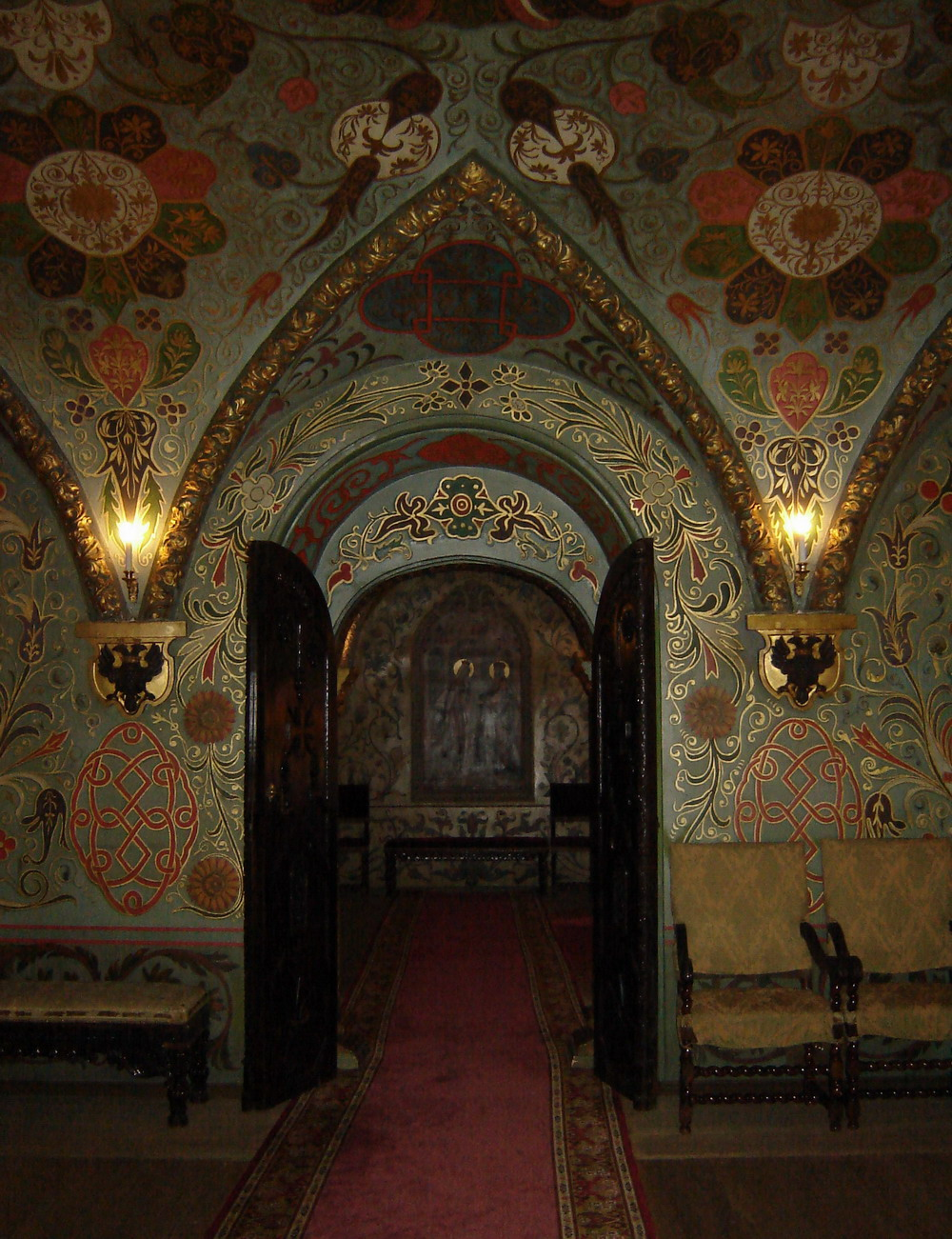
Wnętrze Pałaty Krzyżowej (2007)
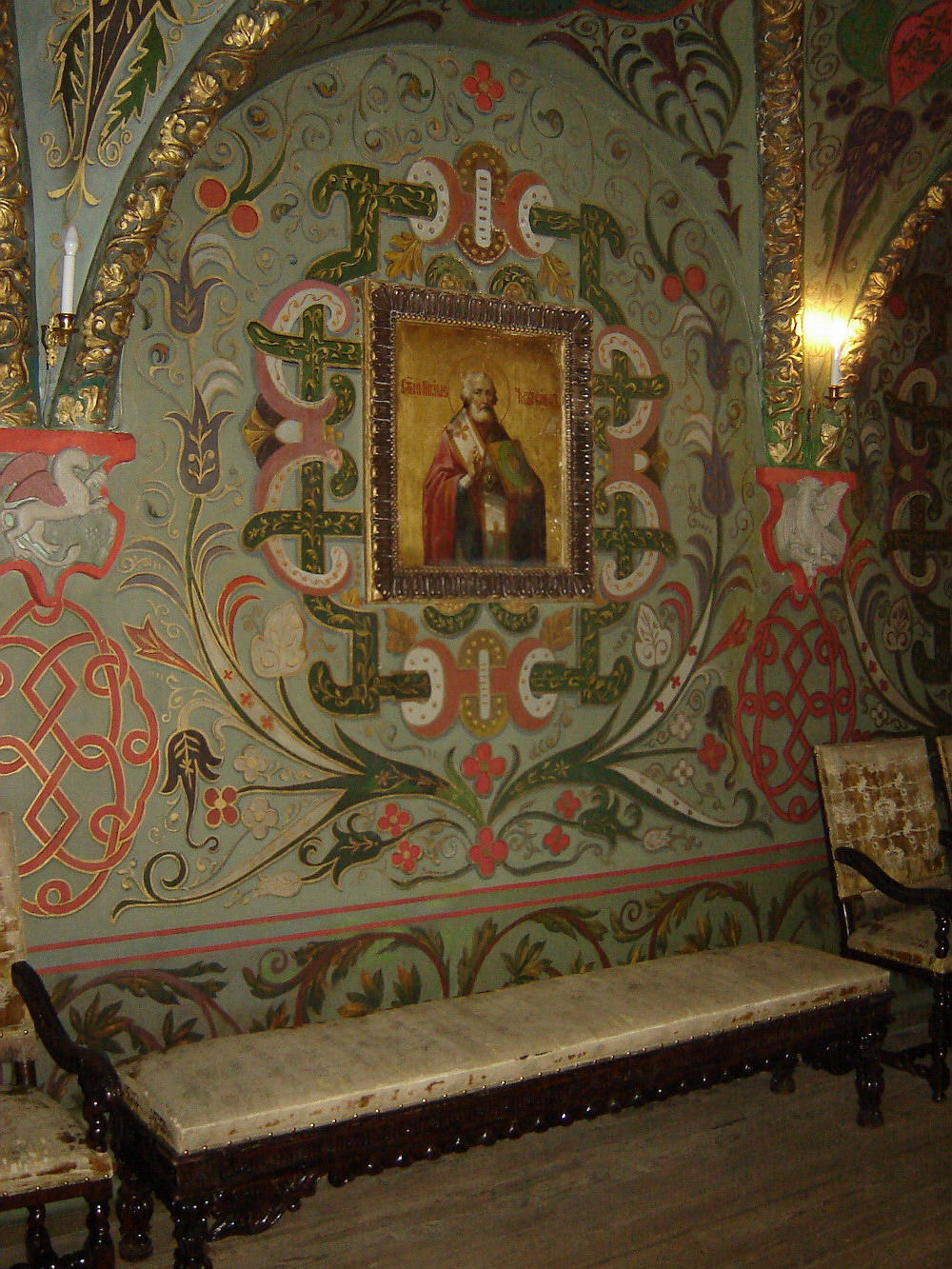
Ikona św. Mikołaja Cudotwórcy w Pałacie Krzyżowej (2007)
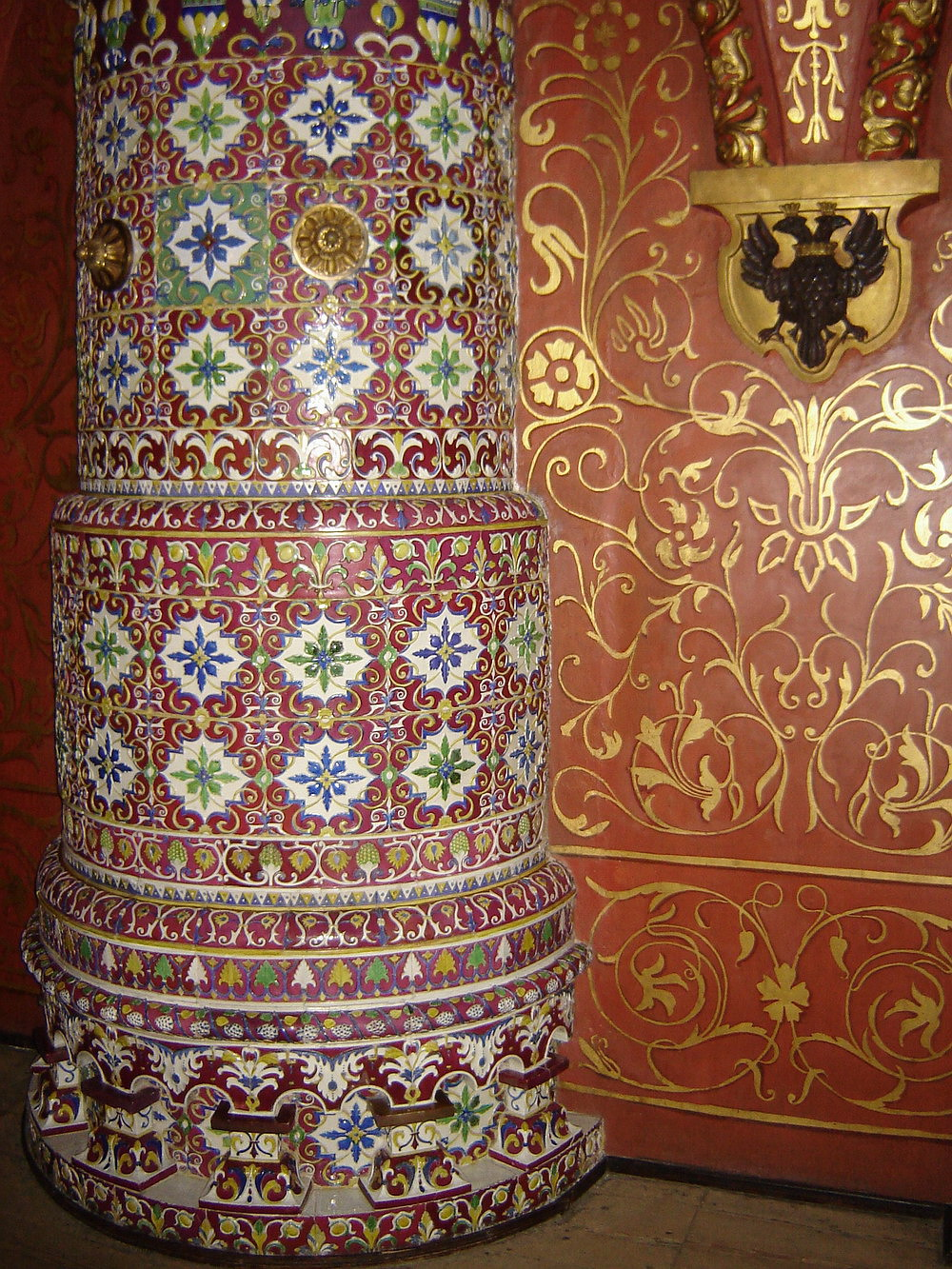
Piec kaflowy w Pałacie Tronowej (2007)
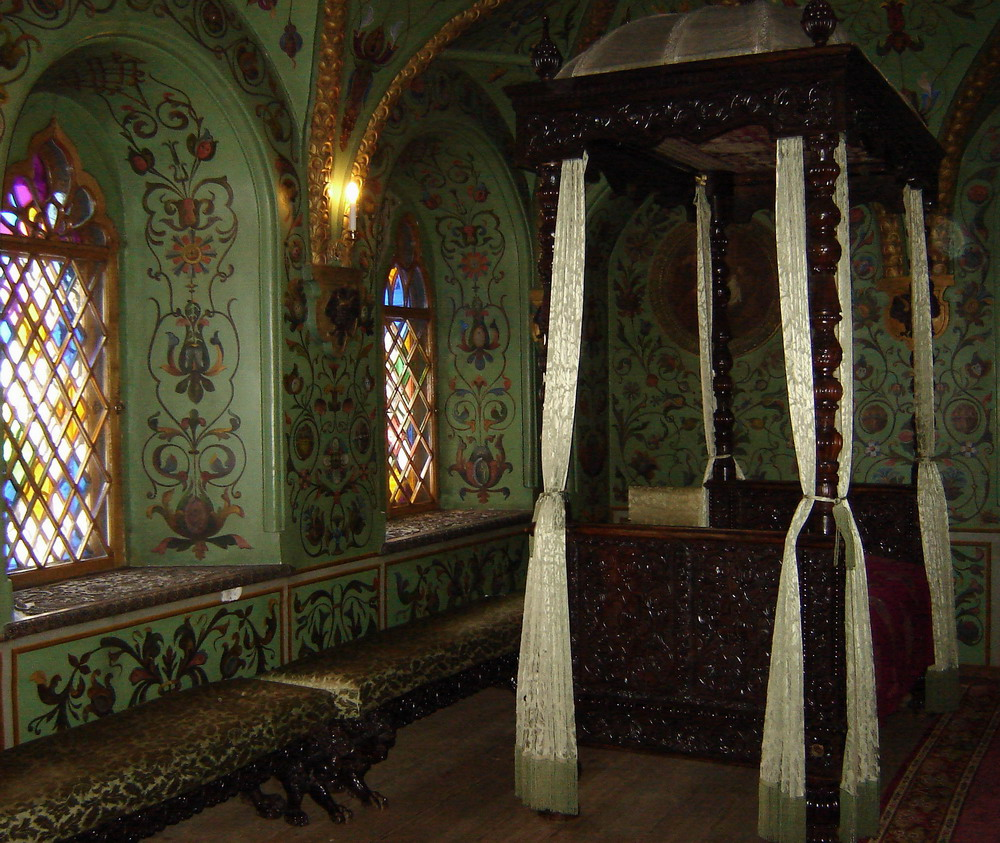
Wnętrze sypialni (2007)